# Кайындыколь
Кайындыколь (каз. Қайыңдыкөл) — село в Тарановском районе Костанайской области Казахстана. Административный центр Белинского сельского округа. Находится примерно в 61 км к югу от районного центра, села Тарановское. Код КАТО — 396439100.

## Население
В 1999 году население села составляло 1076 человек (530 мужчин и 546 женщин). По данным переписи 2009 года, в селе проживал 551 человек (285 мужчин и 266 женщин).